# 李春姬
李春姬（朝鲜语：／；1943年7月8日—），朝鮮中央電視台国宝级新聞主播，為朝鲜中央電視台主要新聞喉舌，以其播報新聞時慷慨激昂的語氣聞名。

## 生平
李春姬1943年出生於朝鮮日治時期的江原道通川郡的貧困勞動家庭，因為其家庭階級出身成分關係，受到朝鮮政府特意栽培，於平壤話劇電影大學演員系畢業，自1971年2月進入朝鮮中央電視台擔任播音員，1974年起擔當主要播報員並一直受到朝鮮政府重用。2012年曾退居二線，近年再次在朝鲜中央电视台新聞節目《報導》中，專門報導金正恩新聞與北韓黨政軍重大活動。
例如：
- 2012年2月16日，李春姬参与了纪念金正日诞辰70周年阅兵儀式的旁白[4]；同年4月15日举行纪念金日成诞辰100周年阅兵儀式期间，李春姬再次参与旁白。[5]
- 2013年7月27日，李春姬参与祖國解放戰爭勝利紀念日閱兵大典的旁白，會後偶遇台灣民視新聞部採訪小組，並與主播胡婉玲進行罕有的公開採訪。[6]
- 2016年1月6日，李春姬播报了朝鲜成功試爆第一枚氫彈的消息。[7]
- 2017年7月4日，李春姬播报了朝鲜成功試爆第一枚洲際彈道導彈的消息。[8]
- 2017年11月29日， 李春姬宣布朝鲜成功试射洲际飞弹「火星-15」。[9]

## 特点
《朝鮮畫報》介紹李春姬，說她“嗓音強勁有魄力，且號召力極強，擁有出眾的口才，每當發表聲明、講話時，能讓美帝國主義者們肝膽俱裂”等。西方媒體則以「富於情感的」（emotional）來形容李春姬的播報方式。除了播報金日成、金正日訃聞時著黑色朝鮮服（韓服）外，李春姬大多著粉色系韓服播報新聞，因此她又有「粉紅女士」（Pink Lady） 之稱。

## 荣誉与特权
李春姬曾經榮獲朝鮮播音員最高榮譽“人民播音員”稱號和“劳动英雄”稱號。李春姬現定居平壤，拥有现代化的房舍和豪华轿车，并可以在平壤最有名的休闲娱乐场所「蒼光院美容店」进行美容美髮以及桑拿。朝鲜最为新潮的服饰也都会低价提供给李春姬，并且引领着朝鲜的时尚潮流。
2022年9月7日，朝中社平壤电，通告李春姬已于9月6日第二次被授予劳动英雄，一同受勋的还有朝鲜中央广播电视委员会委员长金基龙。

## 私人生活
《朝鲜》画报报道称“她（李春姬）的家位于首都平壤的一个美丽的地方，在那里她与丈夫和两个儿子，还有儿媳、孙女一同生活。现代化的住宅和高级轿车，都是国家送给她的礼物”，但當時没有描述李春姬的具体住址。
2022年4月14日，金正恩出席普通江岸瓊樓洞梯田式住宅区竣工典礼并剪彩的消息，报道中提及李春姬一家迁入了瓊樓洞七號樓，金正恩还亲自登门拜访。当天朝鲜中央电视台播报此条新闻的也正是李春姬本人。

## 其他
- 2011年10月19日，李春姬曾一度消失，不再於新聞台上出現[19]。而於12月19日又以喪服之姿，播報朝鮮最高領導人金正日去世消息[20]。
- 2012年1月，李春姬在平壤的演播室接受了国外媒体中国中央电视台记者的专访[21]，當時曾表示其重心已转为在幕后培养新人，但近年，李春姬又重掌朝鲜中央电视台，專門播報金正恩新聞，或金正恩參觀重要軍事設施或北韓重大活動消息。
- 台灣藝人邰智源曾多次於中天電視節目《全民最大党》中模仿李春姬播報新聞，之後在金正日逝世后停止了「金正日」的模仿，對於李春姬要不要再出來則表示由節目安排[22]。
- 中華電視公司於2011年12月19日《華視晚間新聞》中，專題報導單元〈大選情報員〉主播梁芳瑜穿上韓服化身「梁春姬」，模仿韓語口音，模仿李春姬播報台灣大選新聞，引發負面批評。華視新聞製作人遭調職，華視新聞部經理請辭，〈大選情報員〉主播也遭到替換[23]。